# راسيل كروتي
راسيل كروتي (بالإنجليزية: Russell Crotty)‏ هو فنان أمريكي، ولد في 1956 في سان رافاييل في الولايات المتحدة.